# Шипуново (Новосибірська область)
Шипуново (рос. Шипуново) — село у Сузунському районі Новосибірської області Російської Федерації.
Входить до складу муніципального утворення Шипуновська сільрада. Населення становить 1379 осіб (2010).

## Історія
Згідно із законом від 2 червня 2004 року органом місцевого самоврядування є Шипуновська сільрада.

## Населення
| 2002 | 2007  | 2010  |
| ---- | ----- | ----- |
| 1382 | ↗1410 | ↘1379 |